# Nie jesteśmy aniołami (film 1955)
Nie jesteśmy aniołami (ang. We're No Angels) – amerykańska komedia kryminalna z 1955 roku w reżyserii Michaela Curtiza.

## Fabuła
Trzej skazańcy Joseph, Albert i Jules próbują wydostać się z Wyspy Diabła tuż przed Bożym Narodzeniem. Zrządzeniem losu postanawiają się ukryć w domu sympatycznego, ale nieudolnego Felixa i jego rodziny.

## Obsada
- Humphrey Bogart - Joseph
- Aldo Ray - Albert
- Peter Ustinov - Jules
- Joan Bennett - Amelie Ducotel
- Basil Rathbone - Andre Trochard
- Leo G. Carroll - Felix Ducotel